# Prittlewell
Prittlewell è un'area di Southend-on-Sea, nella contea dell'Essex, in Inghilterra. È il centro originale il cui limite sud (South End) è diventato la città odierna.